# Leptolalax applebyi
A Leptolalax applebyi a kétéltűek (Amphibia) osztályának békák rendjébe és a csücskösásóbéka-félék (Megophryidae) családjába tartozó faj. A faj Vietnám endemikus faja, egyetlen helyen, az ország középső részén, a Quảng Nam tartomány Song Thanh természetvédelmi területen, a típusfaj előfordulási helyén ismert.
A Leptolalax applebyi hegyvidéki faj, élőhelye patakok és azok környezete. Ez a faj még az egyébként kis méretű egyedekből álló Leptolalax nemen belül is kicsinek számít. Öt kifejlett hím mérete 20–21 mm, az egyetlen vizsgált nőstényé 22 mm volt.